# Tutela inibitória
A tutela inibitória, ou tutela jurisdicional preventiva de natureza inibitória, é uma atuação jurisdicional que tem como objetivo prevenir a prática do ilícito, entendido como ato contrário ao direito material. A previsão legal está no artigo 497 do CPC e no artigo 84 do CDC.
A tutela inibitória preventiva é uma alternativa preferida à tutela ressarcitória, cuja técnica é indenizar pelo equivalente, mais perdas e danos. Sua principal característica é a não exigência da ocorrência do dano. Para o cabimento da tutela inibitória basta a existência de uma ação ilícita. Se houver dano a tutela cabível será a tutela ressarcitória ou reparatória, embora a inibitória também caiba para cessar o dano.
Para inibir a continuidade do ilícito, a moderna ciência processual admite a aplicação do novo instituto que disciplina a tutela a ser dada nesse caso, classificando essa tutela como "inibitória
Deste modo, podemos entender que, através dessa tutela, pode-se pedir ao juiz que determine ao réu que cumpra uma obrigação de fazer, qual seja, a de se comportar de tal maneira que faça cessar a conduta ilícita que vinha se perpetuando no tempo, ou de não fazer, também com o mesmo escopo: a inibição da continuidade do ilícito.